# Blessed Be
Blessed Be är det sjätte studioalbumet av gruppen The 69 Eyes, utgivet 2000.

## Låtlista
1. "Framed in Blood"
2. "Gothic Girl"
3. "The Chair"
4. "Brandon Lee"
5. "Velvet Touch"
6. "Sleeping With Lions"
7. "Angel on My Shoulder"
8. "Stolen Season"
9. "Wages of Sin"
10. "Graveland"
11. "30"

En begränsad utkomma släpptes 2001 med alla låtar ovan samt följande:
1. Heaven / Hell
2. Brandon Lee (radio mix)
3. The Chair (club mix)
4. Gothic Girl (video)
5. Brandon Lee (video)
6. The Chair (video)